# Johannes Müller (Soziologe)
Johannes Müller SJ (* 17. Februar 1943 in Regensburg) ist ein deutscher Soziologe.

## Leben
Nach dem Eintritt in den Jesuitenorden 1963 studierte er Philosophie, Theologie, Soziologie und Ökonomie. Er erwarb das Diplom in Theologie 1971  in Yogyakarta. Von 1968 bis 1981 war hauptsächlich in Indonesien tätig, u. a. in praktischer Entwicklungsarbeit, beim Theologiestudium sowie in  Lehrtätigkeit an der Philosophischen Hochschule Driyarkara und an der Universität Indonesia in Jakarta. Nach der Promotion zum Dr. phil. in München über Bildungspolitik in Indonesien 1976  leitete er seit 1986 das Institut für Gesellschaftspolitik an der jesuitischen Hochschule für Philosophie München. Auf den Philippinen hatte er mehrere längere Studienaufenthalte v. a. 1982–1983. Seit 1988 hält er regelmäßig Vorlesungen, Seminare und Vorträge in Indonesien, v. a. an der Philosophischen Hochschule Driyarkara in Jakarta und an der Katholischen Universität Sanata Dharma in Yogyakarta. Von 1996 bis 2011 lehrte er als Professor für Sozialwissenschaften und Entwicklungspolitik an der Hochschule für Philosophie der Jesuiten in München. Von 2000 bis 2005 leitete er das Forschungs- und Studienprojekt der Rottendorf-Stiftung an der Hochschule für Philosophie. 1992 wurde er Mitglied und 2000 Vorsitzender der Wissenschaftlichen Arbeitsgruppe für weltkirchliche Aufgaben der Kommission Weltkirche der Deutschen Bischofskonferenz (DBK) und der zuständigen Unterkommission; in diesem Zusammenhang leitete er mehrere Forschungsprojekte, u. a. zu Straßenkindern, zu interreligiöser Entwicklungszusammenarbeit und zu Neuen religiösen Bewegungen. Von 1997 bis 2001 war er Vorsitzender der Sachverständigengruppe Weltwirtschaft und Sozialethik, die dieser Arbeitsgruppe zugeordnet ist. Seit 2001 berät er die Kommission X Weltkirche der Deutschen Bischofskonferenz. Seit 1990 arbeitet er in verschiedenen Arbeitsgruppen der Deutschen Kommission Justitia et Pax mit, 2005–2010 in der Arbeitsgruppe Religionen und Religionsfreiheit. 2005 wurde er Mitglied und 2011 Vorsitzender des Misereorbeirates sowie Mitglied der Unterkommission für Entwicklungsfragen (insbesondere Misereor). Mitglied der Katholischen Zentralstelle Entwicklungshilfe e.V. Seit 1994 ist er Mitglied des Beirates der Jesuitenmission in Nürnberg. Seit 2011 ist er Mitglied des Wissenschaftlichen Beirates des Instituts für Weltkirche und Mission. Ferner ist er Mitglied der Association for Asian Studies (Ann Arbor), European Association for South-East Asian Studies (Leiden), der Deutschen Gesellschaft für Asienkunde (Hamburg) und der Society for International Development.
Müller lebt in der Seniorenkommunität Pedro Arrupe in Unterhaching.
Seine Arbeitsschwerpunkte sind nachhaltiges Entwicklungsleitbild in Bezug auf Klimawandel und weltweite Armut, Bevölkerungsentwicklung als multidimensionale globale Herausforderung, ethische und sozio-kulturelle Dimension der Entwicklungspolitik und Vielfalt der Kulturen und Religionen im globalen Spannungsfeld von Konflikt und Dialog.